# Gonnos
Gonnos (en llatí Gonni o Gonnus, en grec Γόννοι "Gónnoi" o Γόννος "Gónnos") era una antiga ciutat del districte de Perrèbia, a Tessàlia. El seu nom derivaria de Gonneu, un heroi mencionat a la Ilíada.
La seva posició va fer de Gonnos una de les ciutats principals de Tessàlia, a la part nord del riu Peneu, prop dels dos únics passos que permetien l'entrada a Tessàlia des del nord (Vall de Tempe i Pas de l'Olimp). Pel pas de l'Olimp va entrar Xerxes I de Pèrsia a Tessàlia, segons diu Heròdot.
Després de la batalla de Cinoscèfales l'any 197 aC, Filip V de Macedònia va fugir a Tempe, però es va aturar un dia a Gonnos per esperar a les tropes que havien sobreviscut a la batalla. A la guerra de Roma contra el selèucida Antíoc III el Gran l'any 191 aC, quan el rei va sortir de Demètries i va arribar a Larisa de Tessàlia, una part de l'exèrcit romà dirigit per Appi Claudi va travessar el pas de l'Olimp i va arribar a Gonnos. Titus Livi, que descriu el fet, diu que Gonnos es trobava a 32 km de Larissa. L'any 171 aC Perseu de Macedònia va fortificar Gonnos, i quan va iniciar la seva retirada cap a Macedònia el cònsol Publi Licini Cras va avançar cap a Gonnos però la va considerar massa difícil de conquerir. Ja no va tornar a ser centre de cap més fet rellevant, però va subsistir com a ciutat durant la dominació romana i encara la mencionen Estrabó i Claudi Ptolemeu.
Leake estableix el lloc de l'antiga Gonnos a Lykostómon (Λικοστόμιον, Boca del Llop), i sembla que aquesta ciutat hauria estat reconstruïda durant l'Imperi Romà d'Orient. La situa a la vall de Derelí, al peu del mont Olimp, i a menys de 2 km del riu Peneios. Allí es troben algunes ruïnes d'una antiga ciutat, en part hel·lèniques i en part d'altres èpoques.